# Acanthochitona
Acanthochitona är ett släkte av blötdjur som beskrevs av Gray 1821. Acanthochitona ingår i familjen Acanthochitonidae.

## Bildgalleri

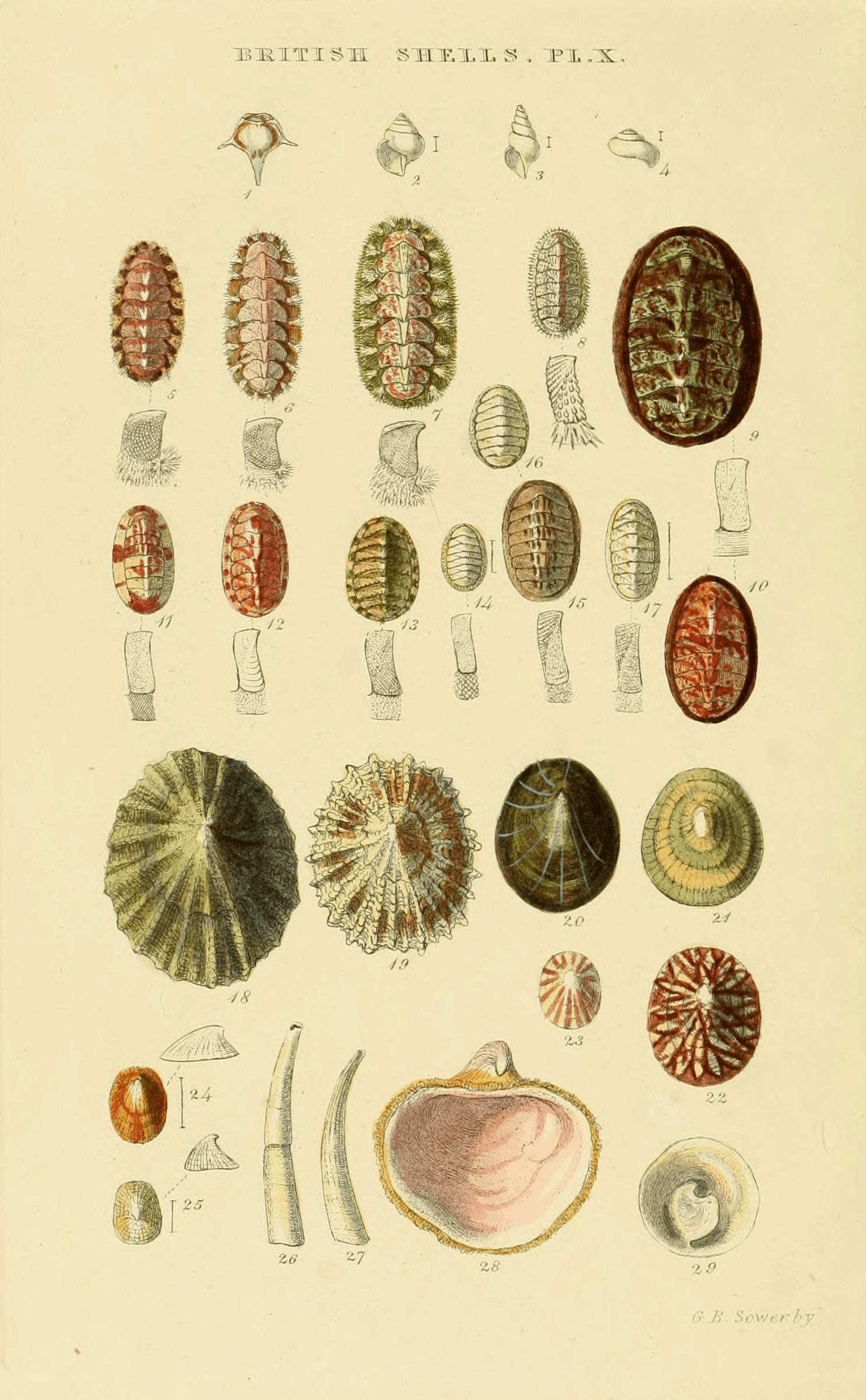
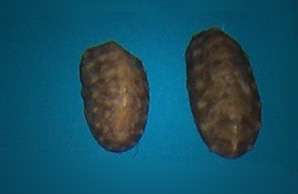
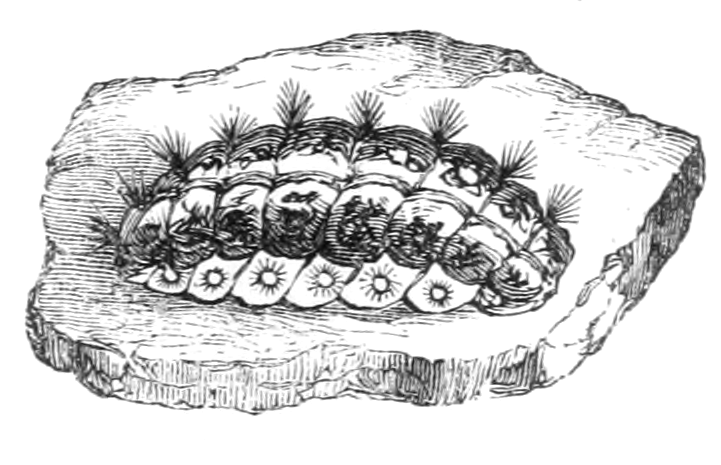

## Dottertaxa tillAcanthochitona, i alfabetisk ordning[1][2]
- Acanthochitona achates
- Acanthochitona andersoni
- Acanthochitona angelica
- Acanthochitona approximans
- Acanthochitona armata
- Acanthochitona arragonites
- Acanthochitona astrigera
- Acanthochitona avicula
- Acanthochitona balesae
- Acanthochitona bednalli
- Acanthochitona biformis
- Acanthochitona bisulcata
- Acanthochitona brookesi
- Acanthochitona brunoi
- Acanthochitona burghardtae
- Acanthochitona byungdoni
- Acanthochitona circellata
- Acanthochitona ciroi
- Acanthochitona complanata
- Acanthochitona coxi
- Acanthochitona crinita
- Acanthochitona defillippii
- Acanthochitona discrepans
- Acanthochitona dissimilis
- Acanthochitona exquisita
- Acanthochitona fascicularis
- Acanthochitona ferreirai
- Acanthochitona garnoti
- Acanthochitona gatliffi
- Acanthochitona granostriata
- Acanthochitona hemphilli
- Acanthochitona hirundiniformis
- Acanthochitona imperatrix
- Acanthochitona intermedia
- Acanthochitona joallesi
- Acanthochitona jucunda
- Acanthochitona jugotenuis
- Acanthochitona kimberi
- Acanthochitona leopoldi
- Acanthochitona limbata
- Acanthochitona lineata
- Acanthochitona macrocystialis
- Acanthochitona mahensis
- Acanthochitona mastalleri
- Acanthochitona minuta
- Acanthochitona noumeaensis
- Acanthochitona pelicanensis
- Acanthochitona penetrans
- Acanthochitona penicillata
- Acanthochitona pilsbryi
- Acanthochitona pygmaea
- Acanthochitona quincunx
- Acanthochitona retrojecta
- Acanthochitona rhodea
- Acanthochitona roseojugum
- Acanthochitona rubrolineata
- Acanthochitona saundersi
- Acanthochitona scutigera
- Acanthochitona shirleyi
- Acanthochitona sibogae
- Acanthochitona subrubicunda
- Acanthochitona sueurii
- Acanthochitona terezae
- Acanthochitona thackwayi
- Acanthochitona thileniusi
- Acanthochitona variegata
- Acanthochitona venezuelana
- Acanthochitona viridis
- Acanthochitona woodwardi
- Acanthochitona worsfoldi
- Acanthochitona zebra
- Acanthochitona zelandica